# Rudolf Klein-Rhoden
Rudolf Klein-Rhoden, gebürtig Rudolf Michael Klein (* 27. Januar 1871 in Ober-Gerspitz, Österreich-Ungarn; † 5. Januar 1936 in Berlin), war ein österreichisch-deutscher Schauspieler.

## Leben
Der Sohn eines Braumeisters debütierte ohne schauspielerische Ausbildung 1891 als jugendlicher Held in Czernowitz. In diesem Fach spielte er unter anderem 1894 am Raimundtheater in Wien, am Deutschen Theater München, in Graz und 1899/1900 in New York.
Seit 1900 agierte er vorwiegend in Deutschland, zum Beispiel in Düsseldorf, Hannover (1901) und am Berliner Residenztheater (1902). Ab 1913 erhielt er Filmangebote, und Klein-Rhoden stand als Nebendarsteller in den folgenden Jahren häufig vor der Kamera. Im September 1919 gründete er seine eigene Filmfirma Deutscher Kunst-Film Klero GmbH und führte auch Regie. Mit dem Ende der Stummfilmzeit beendete er seine Filmlaufbahn.
Sein Bruder war der Schauspieler Josef Klein.

## Filmografie (Auswahl)
- 1913: Die Landstraße
- 1914: Die goldene Fliege
- 1915: Spinolas letztes Gesicht
- 1915: Der rote Faden
- 1916: Wer war’s? (auch Regie und Drehbuch)
- 1916: Wie ich Detektiv wurde
- 1919: Misericordia - Tötet nicht mehr!
- 1919: Wehrlose Opfer
- 1919: Das Rätsel der Unbekannten
- 1919: Die Prostitution (2 Teile)
- 1919: Rausch
- 1919: Sklaven fremden Willens
- 1919: Nonne und Tänzerin
- 1919: Schatten der Vergangenheit
- 1919: Das Narrenschloß
- 1919: Indische Nächte
- 1920: Die Welt des Scheins (Regie, Produzent)
- 1920: Ihre zwei Buckligen (Drehbuch, Regie, Produzent)
- 1920: Wer war es? (Darsteller, Drehbuch, Regie, Produzent)
- 1921: Am Webstuhl der Zeit
- 1921: Der Liebling der Frauen
- 1921: Das Haus der Qualen
- 1922: Die Asphaltrose
- 1922: Der falsche Prinz
- 1922: Marie Antoinette
- 1923: Dämon Zirkus
- 1923: Das schöne Mädel
- 1923: Friedrich Schiller
- 1923: Katjuscha Maslowa
- 1924: Dreiklang der Nacht
- 1924: Lord Reginalds Derbyritt
- 1924: Die Bacchantin
- 1925: Kampf um die Scholle
- 1926: Staatsanwalt Jordan
- 1927: Am Rüdesheimer Schloß steht eine Linde
- 1928: Ein Lied, ein Dieb, ein Warenhaus
- 1929: Der Kampf der Tertia
- 1929: Rosen blühen auf dem Heidegrab